# Tijjani Reijnders
Tijjani Martinus Jan Reijnders (spreek uit: [tiˈdʒani ˈrɛjndərs], Zwolle, 29 juli 1998) is een Nederlandse voetballer die doorgaans als middenvelder speelt. Hij is vernoemd naar oud-profvoetballer Tijjani Babangida. Hij verruilde AC Milan in juni 2025 voor Manchester City. Reijnders debuteerde in oktober 2023 in het Nederlands elftal.

## Carrière

### PEC Zwolle
Reijnders speelde in de jeugd van WVF, FC Zwolle, FC Twente, CSV '28 en opnieuw het inmiddels van naam veranderde PEC Zwolle. In het shirt van laatstgenoemde club debuteerde hij op 13 augustus 2017 in het betaald voetbal, in een met 4–2 gewonnen wedstrijd in de Eredivisie thuis tegen Roda JC Kerkrade. Hij kwam in de 91'ste minuut in het veld voor Erik Bakker. Dat was direct zijn enige optreden in het eerste elftal van de club.

### Jong AZ
Reijnders tekende in augustus 2017 een contract tot medio 2020 bij AZ, met een optie voor nog twee seizoenen. Daar ging hij in eerste instantie spelen voor het tweede elftal. Op 1 september maakte hij tegen Jong FC Utrecht zijn debuut voor Jong AZ. Op 22 september maakte hij tegen Fortuna Sittard zijn eerste doelpunt in het profvoetbal. Hij begon goed, met vijf assists in zijn eerste zeven wedstrijden, hoewel zijn ploeg Jong AZ zelden won. In december 2017 werd hij overgeheveld naar de selectie van het eerste elftal. Hij speelde 32 wedstrijden in zijn eerste seizoen voor Jong AZ. Op 6 mei 2018 mocht hij in de laatste speelronde van de Eredivisie, uitgerekend tegen zijn oude club PEC Zwolle, zijn debuut maken voor AZ. In een invalbeurt van zes minuten was hij direct goed voor zijn eerste assist, op de 6-0 van Alireza Jahanbakhsh. Hij tekende in juli 2019 bij tot medio 2023. In zijn eerste 2,5 jaar speelde hij vooral voor Jong AZ, waarvoor hij twintig keer scoorde in 92 Eerste Divisie-wedstrijden.

### RKC Waalwijk
In de tweede helft van het seizoen 2019/20 komt hij op huurbasis uit voor RKC Waalwijk, om meer speeltijd te krijgen op het hoogste niveau. Op 19 januari 2020 maakte hij tegen ADO Den Haag zijn debuut voor RKC. Hij speelde acht wedstrijden voor RKC, voordat de competitie acht speelrondes voor het einde werd stopgezet vanwege de coronapandemie. Hij kwam daarin tot één assist in een 2-1 overwinning op FC Utrecht, de enige driepunter die RKC pakte in Reijnders' periode daar. Hij keerde daarna terug bij AZ.

### AZ
Terug bij AZ werd Reijnders langzaam klaar gestoomd voor de basis. In het seizoen 2020/21 speelde hij 22 Eredivisiewedstrijden, waarvan zes in de basis. In mei 2021 werd zijn contract verlengd tot medio 2025. Op 19 september 2021 scoorde Reijnders zijn eerste goal voor AZ, in de 3-2 nederlaag tegen Heracles Almelo. Hij speelde dat seizoen liefst 46 wedstrijden, waarvan de meeste als invaller en scoorde daarin zes goals. Hij miste dat seizoen slechts vijf wedstrijden. 
In de zomer van 2022 vertrok Fredrik Midtsjø naar Galatasaray en veroverde Reijnders een basisplaats op het middenveld naast Jordy Clasie en Dani de Wit. Op 11 augustus scoorde hij tweemaal in de Conference League-kwalificatiewedstrijd tegen Dundee United (7-0 overwinning). In september werd hij opgenomen in het Eredivisie Team van de Maand, wat hij herhaalde in april 2023. Op 24 januari 2023 verlengde Reijnders zijn contract tot medio 2027. Dat seizoen miste hij in alle competities geen enkel duel: hij speelde liefst 54 wedstrijden in de Eredivisie, KNVB Beker en Conference League. Hij was daarin goed voor zeven goals en twaalf assists. In totaal speelde Reijnders 128 voor AZ, waarin hij kwam tot dertien goals en vijftien assists.

### AC Milan
Op 29 juli 2023 vertrok Reijnders naar Italië, waar hij een vijfjarig contract bij AC Milan tekende. De Italiaanse topclub betaalde ruim 20 miljoen euro voor hem aan AZ. Op 21 augustus was de middenvelder in zijn debuutwedstrijd voor Milan tegen Bologna goed voor zijn eerste assist. Na zijn eerste wedstrijden voor AC Milan kreeg hij meermaals lof van de pers. Zijn debuut in de Champions League maakte hij op 19 september tegen Newcastle United. 
Op 11 november scoorde Reijnders tegen Lecce zijn eerste doelpunt voor Milan. Op 3 maart kondigde Milan aan het contract van Reijnders opengebroken te hebben tot de zomer van 2030. Hij speelde liefst vijftig wedstrijden in zijn debuutseizoen voor AC Milan, waarin hij goed was voor vier goals en vier assists.
Waar Reijnders in zijn eerste seizoen nog op alledrie de plekken op het middenveld fungeerde, werd hij in het seizoen 2024/25 voornamelijk ingezet als meest aanvallende middenvelder. Dat was te zien aan zijn output: zo scoorde hij zijn eerste twee Champions League-doelpunten in een 3-1 overwinning op Club Brugge. Ook scoorde hij op 5 november in een 3-1 overwinning op Real Madrid en op 30 november tweemaal in de Serie A tegen Empoli. Begin januari 2025 won hij de halve finale en finale van de Supercoppa tegen respectievelijk Juventus en stadsrivaal AC Milan, waardoor Reijnders zijn eerste prijs won met AC Milan. Hij stond op 14 mei ook in de finale van de Coppa Italia, maar daarin was Bologna te sterk. 
Zelf maakte Reijnders een ijzersterk seizoen door. Hij was goed voor vijftien goals en vijf assists in 54 wedstrijden en werd aan het einde van het seizoen opgenomen in het Serie A Team of the Season. Ook werd hij uitgeroepen tot de beste middenvelder van de Serie A van dat seizoen. Toch eindigde AC Milan op een teleurstellende negende plek. In totaal speelde Reijnders in twee jaar liefst 104 wedstrijden voor AC Milan.

### Manchester City
Op 10 juni 2025 maakte Manchester City bekend dat Reijnders voor liefst 55 miljoen euro de overstap maakte naar Engeland. Daarmee werd hij de op vijf na duurste Nederlandse transfer, na Frenkie de Jong, Matthijs de Ligt (tweemaal), Virgil van Dijk en Teun Koopmeiners. Hij tekende in Manchester een contract voor vijf seizoenen tot de zomer van 2030 en werd direct ingeschreven om deel te nemen aan het WK voor clubs 2025. Tijdens zijn debuut in de Premier League, op 16 augustus uit tegen Wolverhampton Wanderers, gaf hij een assist en maakte hij zelf een doelpunt.

## Clubstatistieken
Beloften
| Seizoen | Club    | Competitie     | Competitie | Competitie |
| Seizoen | Club    | Competitie     | Wed.       | Dlp.       |
| ------- | ------- | -------------- | ---------- | ---------- |
| 2017/18 | Jong AZ | Eerste divisie | 32         | 7          |
| 2018/19 | Jong AZ | Eerste divisie | 36         | 8          |
| 2019/20 | Jong AZ | Eerste divisie | 16         | 3          |
| 2020/21 | Jong AZ | Eerste divisie | 8          | 2          |
| Totaal  | Totaal  | Totaal         | 92         | 20         |

### Senioren
| Seizoen         | Club            | Competitie      | Competitie | Competitie | Beker | Beker | Internationaal | Internationaal | Overig | Overig | Totaal | Totaal |
| Seizoen         | Club            | Competitie      | Wed.       | Dlp.       | Wed.  | Dlp.  | Wed.           | Dlp.           | Wed.   | Dlp.   | Wed.   | Dlp.   |
| --------------- | --------------- | --------------- | ---------- | ---------- | ----- | ----- | -------------- | -------------- | ------ | ------ | ------ | ------ |
| 2017/18         | PEC Zwolle      | Eredivisie      | 1          | 0          | 0     | 0     | –              | –              | –      | –      | 1      | 0      |
| 2017/18         | AZ              | Eredivisie      | 1          | 0          | 0     | 0     | –              | –              | –      | –      | 1      | 0      |
| 2018/19         | AZ              | Eredivisie      | 0          | 0          | 1     | 0     | –              | –              | –      | –      | 1      | 0      |
| 2019/20         | AZ              | Eredivisie      | 3          | 0          | 0     | 0     | –              | –              | –      | –      | 3      | 0      |
| 2019/20         | → RKC Waalwijk  | Eredivisie      | 8          | 0          | 0     | 0     | –              | –              | –      | –      | 8      | 0      |
| 2020/21         | AZ              | Eredivisie      | 22         | 0          | 0     | 0     | –              | –              | –      | –      | 22     | 0      |
| 2021/22         | AZ              | Eredivisie      | 33         | 4          | 4     | 0     | 7              | 0              | 3      | 2      | 47     | 6      |
| 2022/23         | AZ              | Eredivisie      | 34         | 4          | 2     | 0     | 18             | 4              | –      | –      | 54     | 8      |
| 2023/24         | AC Milan        | Serie A         | 36         | 3          | 2     | 0     | 12             | 1              | –      | –      | 50     | 4      |
| 2024/25         | AC Milan        | Serie A         | 37         | 10         | 7     | 2     | 10             | 3              | –      | –      | 54     | 15     |
| 2024/25         | Manchester City | Premier League  | 0          | 0          | 0     | 0     | 0              | 0              | 0      | 0      | 0      | 0      |
| 2025/26         | Manchester City | Premier League  | 0          | 0          | 0     | 0     | 0              | 0              | 0      | 0      | 0      | 0      |
| Carrière totaal | Carrière totaal | Carrière totaal | 175        | 21         | 16    | 2     | 47             | 8              | 3      | 2      | 241    | 33     |

Bijgewerkt t/m 1 juni 2025.

## Interlandcarrière
Mede door de afkomst van Reijnders, die via zijn moeder een Molukse achtergrond heeft, werd Reijnders aan het begin van het jaar 2022 benaderd door de PSSI om uit te komen voor het Indonesisch voetbalelftal. In mei 2023 werd Reijnders door bondscoach Ronald Koeman toegevoegd aan de voorselectie van het Nederlands elftal voor de finaleronde van de Nations League. Op 29 mei werd bekendgemaakt dat Reijnders bij de officiële selectie zou zitten. Op 7 september 2023 maakte hij als invaller zijn debuut in Oranje tegen Griekenland. Op 13 oktober 2023 volgde zijn basisdebuut tegen Frankrijk. Op 22 maart 2024 scoorde hij zijn eerste doelpunt (1-0) voor het Nederlands elftal tijdens een oefenwedstrijd tegen Schotland.

### EK 2024
Reijnders werd op 29 mei door Koeman opgenomen in de Nederlandse selectie voor het EK 2024 in Duitsland. Nederland overleefde een groep met Polen, Frankrijk en Oostenrijk en schakelde vervolgens Roemenië en Turkije uit, voordat het in de halve finales met 2–1 verloor van Engeland. Reijnders kwam op het toernooi in alle wedstrijden in actie.
| Interlands van Tijjani Reijnders voor Nederland | Interlands van Tijjani Reijnders voor Nederland | Interlands van Tijjani Reijnders voor Nederland | Interlands van Tijjani Reijnders voor Nederland | Interlands van Tijjani Reijnders voor Nederland | Interlands van Tijjani Reijnders voor Nederland |
| No.                                             | Datum                                           | Wedstrijd                                       | Uitslag                                         | Competitie                                      | Doelpunten                                      |
| ----------------------------------------------- | ----------------------------------------------- | ----------------------------------------------- | ----------------------------------------------- | ----------------------------------------------- | ----------------------------------------------- |
|                                                 |                                                 |                                                 |                                                 |                                                 |                                                 |
| Als speler van AC Milan                         | Als speler van AC Milan                         | Als speler van AC Milan                         | Als speler van AC Milan                         | Als speler van AC Milan                         | 4                                               |
| 1.                                              | 7 september 2023                                | Nederland – Griekenland                         | 3 – 0                                           | Kwalificatie EK 2024                            |                                                 |
| 2.                                              | 10 september 2023                               | Ierland – Nederland                             | 1 – 2                                           | Kwalificatie EK 2024                            |                                                 |
| 3.                                              | 13 oktober 2023                                 | Nederland – Frankrijk                           | 1 – 2                                           | Kwalificatie EK 2024                            |                                                 |
| 4.                                              | 16 oktober 2023                                 | Griekenland – Nederland                         | 0 – 1                                           | Kwalificatie EK 2024                            |                                                 |
| 5.                                              | 18 november 2023                                | Nederland – Ierland                             | 1 – 0                                           | Kwalificatie EK 2024                            |                                                 |
| 6.                                              | 21 november 2023                                | Gibraltar – Nederland                           | 0 – 6                                           | Kwalificatie EK 2024                            |                                                 |
| 7.                                              | 22 maart 2024                                   | Nederland – Schotland                           | 4 – 0                                           | Vriendschappelijk                               | 40'                                             |
| 8.                                              | 26 maart 2024                                   | Duitsland – Nederland                           | 2 – 1                                           | Vriendschappelijk                               |                                                 |
| 9.                                              | 10 juni 2024                                    | Nederland – IJsland                             | 4 – 0                                           | Vriendschappelijk                               |                                                 |
| 10.                                             | 16 juni 2024                                    | Polen – Nederland                               | 1 – 2                                           | EK 2024                                         |                                                 |
| 11.                                             | 21 juni 2024                                    | Nederland – Frankrijk                           | 0 – 0                                           | EK 2024                                         |                                                 |
| 12.                                             | 25 juni 2024                                    | Nederland – Oostenrijk                          | 2 – 3                                           | EK 2024                                         |                                                 |
| 13.                                             | 2 juli 2024                                     | Roemenië – Nederland                            | 0 – 3                                           | EK 2024                                         |                                                 |
| 14.                                             | 6 juli 2024                                     | Nederland – Turkije                             | 2 – 1                                           | EK 2024                                         |                                                 |
| 15.                                             | 10 juli 2024                                    | Nederland – Engeland                            | 1 – 2                                           | EK 2024                                         |                                                 |
| 16.                                             | 7 september 2024                                | Nederland – Bosnië en Herzegovina               | 5 – 2                                           | Nations League 2024/25                          | 45+2'                                           |
| 17.                                             | 10 september 2024                               | Nederland – Duitsland                           | 2 – 2                                           | Nations League 2024/25                          | 2'                                              |
| 18.                                             | 11 oktober 2024                                 | Hongarije – Nederland                           | 1 – 1                                           | Nations League 2024/25                          |                                                 |
| 19.                                             | 14 oktober 2024                                 | Duitsland – Nederland                           | 1 – 0                                           | Nations League 2024/25                          |                                                 |
| 20.                                             | 16 november 2024                                | Nederland – Hongarije                           | 4 – 0                                           | Nations League 2024/25                          |                                                 |
| 21.                                             | 20 maart 2025                                   | Nederland – Spanje                              | 2 – 2                                           | Nations League 2024/25                          | 46'                                             |
| 22.                                             | 23 maart 2025                                   | Spanje – Nederland                              | 3 – 3 (5 – 4 n.s.)                              | Nations League 2024/25                          |                                                 |
| 23.                                             | 7 juni 2025                                     | Finland – Nederland                             | 0 – 2                                           | Kwalificatie WK 2026                            |                                                 |
| Als speler bij Manchester City                  |                                                 |                                                 |                                                 |                                                 |                                                 |

## Erelijst
AC Milan
- Supercoppa Italiana (1): 2024

## Privé
Reijnders is getrouwd in de zomer van 2022. In 2024 werd een zoon geboren.
Tijjani Reijnders' jongere broer Eliano speelt in het eerste elftal van PEC, net als hun vader Martin deed.